# MSH6
El gen MSH6, altrament conegut com a G-T binding protein, G/T mismatch-binding protein o GTBP, codifica una proteïna que participa en la reparació dels errors originats en la replicació de l'ADN. Les mutacions en aquest gen poden provocar l'acumulació d'errors sense reparar a l'ADN, fet que en alguns casos pot dur al desenvolupament d'un càncer o de cèl·lules anormals. El gen MSH6 forma part del conjunt de gens que codifiquen proteïnes de reparació d'errors, concretament, la família MutS.

## Funció

### MSH6 com a part del dímer MutSα, una proteïna reparadora de malaparellament
La funció principal de la proteïna codificada pel gen MSH6 es pot apreciar durant la replicació de l'ADN i la recombinació genètica. Aquesta proteïna ajuda a corregir els errors que es produeixen durant la divisió cel·lular i altres processos implicant la correcta replicació i recombinació de l'ADN. Les errades en la inserció, incorporació o correcta degradació de brins complementaris en els processos mitòtics, són coneguts com a malaparellament (mismatch error) de bases nitrogenades i poden tenir conseqüències sobre l'expressió del genoma si no són corregides. Aquests malaparellaments poden ser reconeguts i corregits mitjançant un conjunt de procediments de control/correcció coneguts com reparació de malaparellament del DNA ( en anglès DNA mismatch repair). Un exemple d'aquests processos de control són les proteïnes reparadores de malaparellament. Aquest gran grup presenta en particular tres proteïnes essencials en la coordinació de la maquinària de correcció del malaparellament de bases: MutS, MutH i MutL.
MutS s'encarrega del reconeixement d'errors en una dinàmica on les tres proteïnes anteriorment mencionades tenen un rol precís: 
- MutS reconeix les bases mal aparellades o danyades en el bri d'ADN neosintetizat unint-se al ADN mutat localitzant-lo i assenyalant-lo per a la resta de proteïnes de reparació de malaparellament.
- MutH és una endonucleasa que s'uneix al bri reconegut per MutS i s'activa només en presència de MutL.
- MutL actua com a mediador, formant i, últimament, activant un complex proteic funcional compost de la trinitat MutS, MutH i MutL (MutSHL).

MutSHL s'encarregarà llavors d'obrir la cadena d'ADN per permetre'n la correcció, implicant més enzims nuclears (DNA Polimerasa III, DNA ligasa, etc).
En eucariotes, l'heterodímer MutS presenta dues formes homòlogues: Msh2/Msh6 (MutSα) i Msh2/Msh3 (MutSβ). La proteïna MSH6 sent una de les subunitats de l'heterodímer MSH2/MSH6, la correcta expressió del gen MSH6 esdevé essencial per al bon funcionament d'aquest procés de correcció del malaparellament de bases.

### Funcions de MSH6
A més a més, a part de la reparació, la proteïna codificada pel gen MSH6 també és capaç de reconèixer aquests errors. Aquest reconeixement es regula mitjançant la transformació d'ADP a ATP. L'ADN té dos parells de bases nitrogenades complementàries: l'adenina (A) s'uneix amb la timina (T) i la citosina (C) amb la guanina (G). A vegades, una base s'aparella amb la base que no li correspon, especialment, quan la timina s'uneix amb la guanina, el que s'anomena desajust G/T. Davant aquest error, la proteïna MSH6 s'uneix a una altra proteïna anomenada MSH2 (expressada a partir del gen MSH2) per formar un complex de dues proteïnes anomenat dímer. Aquest complex identifica les ubicacions de l'ADN on s'ha patit algun error durant la replicació de l'ADN. L'heterodímer MSH2/MSH6, també anomenat MustSα reconeix els desajustaments d'una sola base, com també els desajustos creats per supressions o insercions d'una sola base, i els repara canviant una ADP per una ATP. Quan MutS alfa s'uneix doblega l'hèlix d'ADN i pot arribar a protegir fins a 20 parells de bases nitrogenades reconeixent els malaparellaments de les bases individuals i els bucles d'inserció i supressió de dinucleòtids, també coneguts com a IDL. Seguidament, forma un complex actiu amb l'heterodímer alfa de MutL. Aquesta acció provoca un canvi que permet a la hMutS (heterodímer MSH2/MSH6) difondre's per la columna vertebral de l'ADN i reparar la part danyada.
La proteïna MutS alfa també té un paper important en la reparació de la recombinació homòloga de l'ADN. S'uneix a la cromatina en la fase inicial G1 de la replicació permetent així una identificació ràpida del desajustament per iniciar la reacció de reparació.

## Estructura de la proteïna codificada
MSH6 presenta 5 dominis peptídics:
1. Domini d'unió amb el malaparellament (mismatch binding site): domini que presenta motius d'unió específica amb les bases mal aparellades. Aquests motius s'uneixen a residus mal aparellats capturant-los en el domini central (canals) de l'heterodímer MutSα. Estructura α/β mixta.
2. Domini connector: domini que participa en la regulació al·lostèrica dels altres dominis funcionals de la proteïna. Estructura α/β mixta.
3. Domini lever: participa en l'allargament de l'estructura general de la proteïna, principalment gràcies a una α-hèlix d'aproximadament 60 aminoàcids, a més de poder tenir funcions en la transducció de senyals entre els dominis d'unió i el domini ATPasa de la proteïna. És un domini α-helical.
4. Domini pinça: petit domini majoritàriament compost de làmines β que entra en contacte amb l'ADN de forma inespecífica i tanca per sota l'estructura global un cop dimeritzada MutSα
5. Domini ABC-ATPasa: Estructura α/β mixta que conforma una zona catalítica que permet el canvi conformacional de MutSHL que provoca la correcció d'errors.

No obstant això, la proteïna MSH6 assoleix una conformació tridimensional funcional sols en presència d'una proteïna MSH2, a la qual s'uneix per formar un heterodímer que presenta diversos dominis associats a les funcions de MutSα (reconeixement de bases danyades i malaparellaments, unió al bri d'ADN, funció ATPasica, etc.). L'heterodímer format pren una conformació oval travessada per dos dominis, en forma de canals, retrobant MSH6 i MSH2 a cada costat de l'eix d'aquests canals.
Només MSH6 té la capacitat d'unir-se específicament a les bases mal aparellades i, per tant, roman essencial per a la funció d'unió amb el bri d'ADN mutat/danyat.

## Descobriment
Inicialment, aquest gen va ser descobert en el llevat Saccharomyces cerevisiae i posteriorment va ser identificat en els humans per Joseph Jiricny i altres col·laboradors. Jiricny va analitzar regions de la proteïna MSH6 del llevat i de ratolí i va  descobrir que encaixaven exactament amb regions de la seqüència d'aminoàcids de la GTBP humana. Posteriorment, es va poder accedir a regions més extenses de la GTBP humana i es va comprovar que la MSH6 de S.cerevisiae i la proteïna humana eren idèntiques en un 26,6% d'aminoàcids. Això va demostrar que el gen humà i el del llevat estan més emparentats del que es pensava.

## Localització
MSH6 és un gen que es localitza en el braç curt del cromosoma 2, a la zona 2p16.3.
Tot i que aquest gen només codifiqui una sola proteïna, aquesta no pot exercir la seva funció si no està unida a MSH2, mentre que aquest darrer és independent de MSH6, ja que també es pot unir a altres proteïnes com MSH3.

### Seqüència d'aminoàcids[12]
MSRQSTLYSFFPKSPALSDANKASARASREGGRAAAAPGASPSPGGDAAWSEAGPGPRPLARSASPPKAKNLNGGLRRSVAPAAPTRFKIKGSPEGRSFLQCKA

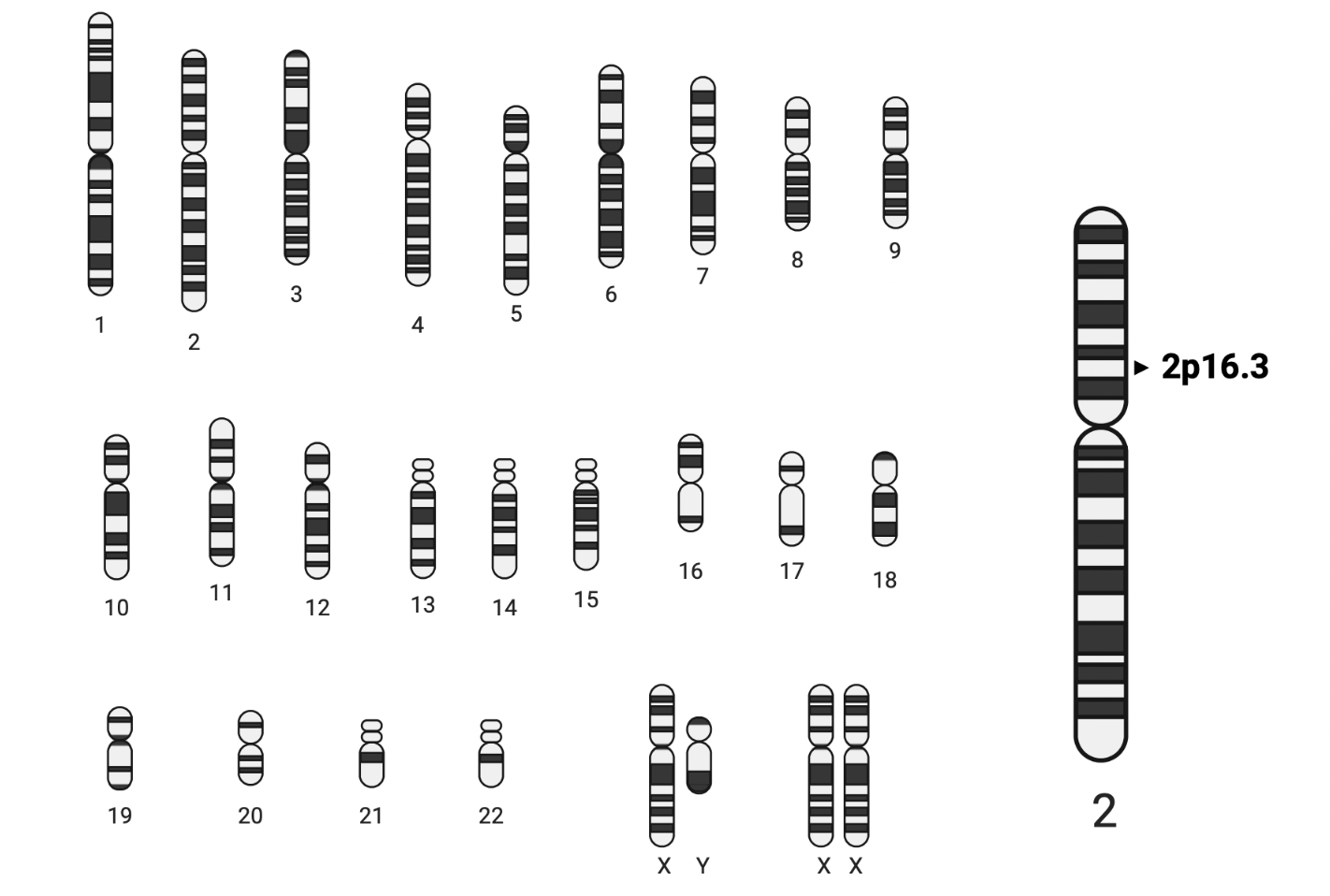
Localització cromosòmica del gen MSH6 (humà)

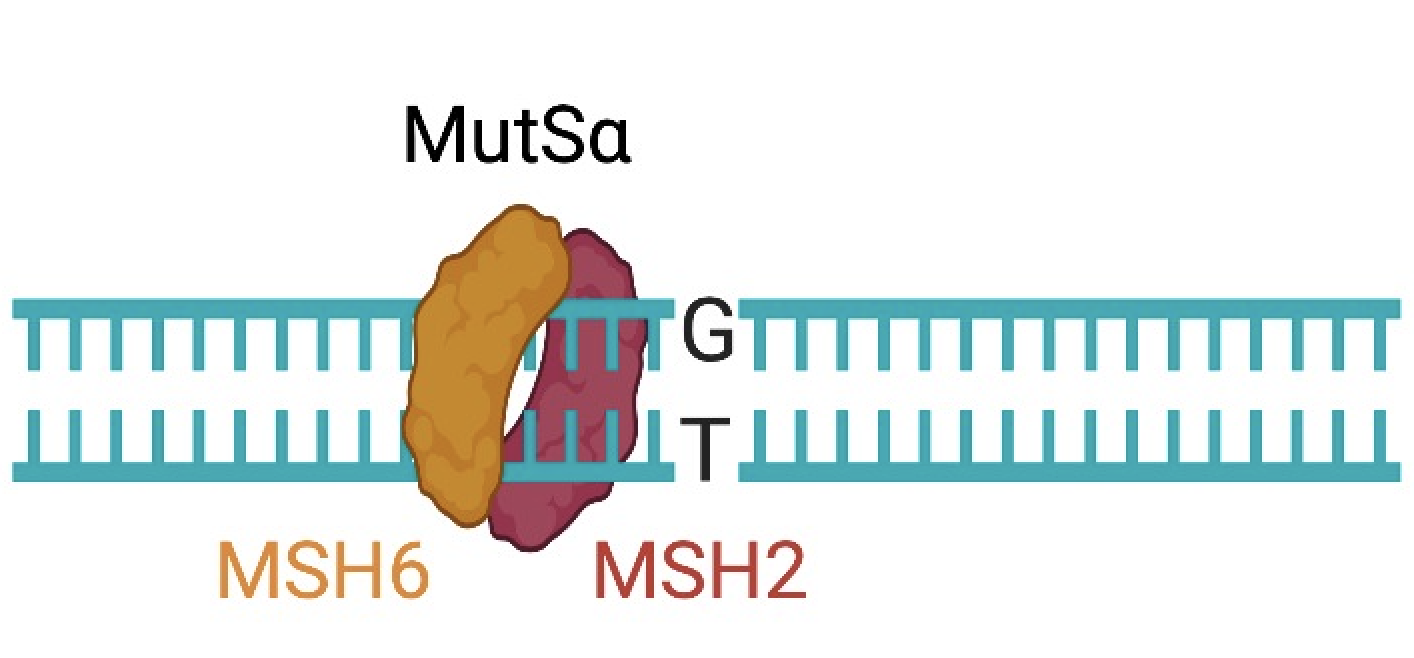
Descripció visual de la funció del dímer de MSH6 i MSH2.

## Mutacions
Una mutació al gen MSH6 causa la malaltia anomenada Síndrome de Lynch, una malaltia autosòmica dominant. Aquesta síndrome genera més riscos a l'hora de patir un càncer colorectal o uterí. Concretament, les mutacions d'aquest gen que impliquen una inactivació del complex MutSα, són responsables de la formació de tumors en quasi la meitat de càncers colorectals hereditaris que no es relacionen amb un pòlip. Tanmateix, aquesta síndrome també pot augmentar el risc de patir altres càncers com el d'ovari, estómac, intestí prim, entre d'altres. Concretament, el risc de l'aparició de neoplàsies colorectals és d'un 12%, i augmenta a un 16% en carcinoma endometrial.
D'altra banda, també se sospita que té un paper important a la síndrome Muir-Torre, una genodermatosi autosòmica dominant caracteritzada per l'aparició de tumors sebacis, queratoacantomes i neoplàsies malignes viscerals.